# Absorbție (farmacologie)
Absorbția intestinală este un proces fiziologic complex prin care produsii finali de digestie, apa, sărurile minerale și vitaminele sau alte substanțe (cum ar fi medicamentele) trec prin mucoasa intestinală și ajung in mediul intern (în sânge sau în limfă).
Cea mai mare parte a absorbției hranei are loc în intestinul subțire, în jejun și ileon.
În cazul electroliților și alcoolului, absorbția are loc la nivelul stomacului.
La nivelul intestinului subțire există vilozitățile intestinale, care cresc mult suprafața și viteza de absorbție.
La acesta contribuie și vascularizația bogată a intestinului.

## Absorbția medicamentelor
În cazul medicamentelor, absorbția intestinală este prima etapă farmacocinetică, în care substanțele medicamentoase aflate sub diferite forme farmaceutice, trec de la locul de administrare în sânge.
Absorbția medicamentelor depinde de două tipuri de factori:
- factori generali:
  - factori care influențează dizolvarea;
  - mărimea particulelor;
  - solubilitatea substanței;
  - structura chimică;
  - gradul de disociere și corelarea pKa și pH;
- factori specifici:
  - tipul membranei biologice;
  - efectul primului pasaj;
  - starea fiziologică normală sau anormală a căii de administrare.

Efectele care pot apărea la locul administrării pot fi: absente sau prezente (care pot fi: utile sau nocive).
Cinetica absorbției poate fi:
- cinetică liniară , de ordinul 1;
- cinetică neliniară, de ordinul 0;
- cinetică de tip Michaelis Menten (combinată).